# Вадури (Њамц)
Вадури (рум. Vaduri) насеље је у Румунији у округу Њамц у општини Александру Чел Бун. Oпштина се налази на надморској висини од 362 m.

## Становништво
Према подацима из 2002. године у насељу је живело 881 становника, од којих су сви румунске националности.